# Reprezentacja Polski w skokach narciarskich 2010/2011
Reprezentacja Polski w skokach narciarskich w sezonie 2010/2011 po raz pierwszy w historii zajęła 3. miejsce w Pucharze Narodów. Do największych sukcesów tego sezonu należą również: brązowy medal Adama Małysza na Mistrzostwach Świata 2011 i jego trzecie miejsce w klasyfikacji generalnej Pucharu Świata, a także trzy zwycięstwa Kamila Stocha w tej serii i jego drugie miejsce w klasyfikacji generalnej Letniego Grand Prix 2010.

## Oficjalny skład kadry
W maju 2010 został ogłoszony i zatwierdzony skład kadr polskich skoczków na sezon 2010/2011. W porównaniu z poprzednim sezonem, do kadry A Łukasza Kruczka dołączył Dawid Kubacki, natomiast Piotr Żyła z niej wypadł. Kadrę młodzieżową opuścili Jędrzej Ścisłowicz i Kamil Skrobot, natomiast weszli do niej Tomasz Byrt, Bartłomiej Kłusek, Jan Ziobro i Aleksander Zniszczoł. Podobnie jak we wcześniejszym sezonie osobisty sztab szkoleniowy posiadał Adam Małysz, którego indywidualnym trenerem został Hannu Lepistö.

### Kadra A
- Marcin Bachleda (Wisła Zakopane)
- Stefan Hula (Sokół Szczyrk)
- Maciej Kot (Start Krokiew Zakopane)
- Dawid Kubacki (Wisła Zakopane)
- Adam Małysz (KS Wisła Ustronianka)
- Krzysztof Miętus (Start Krokiew Zakopane)
- Łukasz Rutkowski (Wisła Zakopane)
- Kamil Stoch (AZS Zakopane)
- Rafał Śliż (KS Wisła Ustronianka)

### Sztab szkoleniowo-przygotowawczy kadry A
- Łukasz Kruczek (trener główny)
- Zbigniew Klimowski (asystent trenera głównego)
- Piotr Fijas (asystent trenera głównego)
- Grzegorz Sobczyk (asystent trenera głównego i serwismen)
- Łukasz Gębała (fizjoterapeuta)
- Jerzy Żołądź (fizjolog)
- Kamil Wódka (psycholog)
- Aleksander Winiarski (lekarz)
- Piotr Krężałek (biomechanik)

### Sztab Adama Małysza
- Hannu Lepistö (trener Adama Małysza)
- Robert Mateja (asystent trenera głównego)
- Maciej Maciusiak (serwisman)

### Kadra młodzieżowa
- Tomasz Byrt
- Bartłomiej Kłusek
- Jakub Kot (Start Krokiew Zakopane)
- Grzegorz Miętus (Start Krokiew Zakopane)
- Klemens Murańka (Wisła Zakopane)
- Andrzej Zapotoczny (Start Krokiew Zakopane)
- Jan Ziobro
- Aleksander Zniszczoł

### Sztab szkoleniowo-przygotowawczy kadry młodzieżowej
- Adam Celej (trener główny)
- Wojciech Topór (asystent trenera)
- Maciej Mroczkowski (asystent trenera i serwisman)
- Michał Obtułowicz (fizjoterapeuta współpracujący)
- Krzysztof Sobański (trener współpracujący)

## Sezon letni

### Letnie Grand Prix 2010

#### Miejsca w klasyfikacji generalnej
Źródło: FIS
| Miejsce | Zawodnik         | Występy | Punkty |
| ------- | ---------------- | ------- | ------ |
| 2.      | Kamil Stoch      | 6       | 500    |
| 3.      | Adam Małysz      | 7       | 480    |
| 5.      | Dawid Kubacki    | 9       | 348    |
| 16.     | Maciej Kot       | 6       | 124    |
| 18.     | Stefan Hula      | 7       | 123    |
| 22.     | Rafał Śliż       | 5       | 95     |
| 31.     | Krzysztof Miętus | 5       | 65     |
| 48.     | Marcin Bachleda  | 1       | 20     |
| 51.     | Łukasz Rutkowski | 2       | 18     |
| NS      | Grzegorz Miętus  | 1       | 0      |
| NS      | Piotr Żyła       | 1       | 0      |
| NS      | Tomasz Byrt      | 1       | 0      |

#### Wyniki konkursów indywidualnych
| Kamil Stoch |            |            |       |       |        |        |         |             |        |        |        |        |        |        |        |        |
| Hinterzarten | Courchevel | Einsiedeln | Wisła | Wisła | Hakuba | Hakuba | Liberec | Klingenthal | punkty | punkty | punkty | punkty | punkty | punkty | punkty | punkty |
| - | -          | -          | 2     | 1     | 3      | 1      | 3       | 1           | 500    | 500    | 500    | 500    | 500    | 500    | 500    | 500    |
| Adam Małysz |            |            |       |       |        |        |         |             |        |        |        |        |        |        |        |        |
| Hinterzarten | Courchevel | Einsiedeln | Wisła | Wisła | Hakuba | Hakuba | Liberec | Klingenthal | punkty | punkty | punkty | punkty | punkty | punkty | punkty | punkty |
| 1 | 4          | 2          | 1     | 4     | -      | -      | 1       | -           | 480    | 480    | 480    | 480    | 480    | 480    | 480    | 480    |
| Dawid Kubacki |            |            |       |       |        |        |         |             |        |        |        |        |        |        |        |        |
| Hinterzarten | Courchevel | Einsiedeln | Wisła | Wisła | Hakuba | Hakuba | Liberec | Klingenthal | punkty | punkty | punkty | punkty | punkty | punkty | punkty | punkty |
| 6 | 11         | 7          | 5     | 6     | 2      | 2      | -       | 28          | 348    | 348    | 348    | 348    | 348    | 348    | 348    | 348    |
| Maciej Kot |            |            |       |       |        |        |         |             |        |        |        |        |        |        |        |        |
| Hinterzarten | Courchevel | Einsiedeln | Wisła | Wisła | Hakuba | Hakuba | Liberec | Klingenthal | punkty | punkty | punkty | punkty | punkty | punkty | punkty | punkty |
| 10 | 34         | 3          | 33    | -     | 14     | 13     | -       | -           | 124    | 124    | 124    | 124    | 124    | 124    | 124    | 124    |
| Stefan Hula |            |            |       |       |        |        |         |             |        |        |        |        |        |        |        |        |
| Hinterzarten | Courchevel | Einsiedeln | Wisła | Wisła | Hakuba | Hakuba | Liberec | Klingenthal | punkty | punkty | punkty | punkty | punkty | punkty | punkty | punkty |
| 11 | 22         | 15         | 7     | 43    | 15     | 12     | -       | -           | 123    | 123    | 123    | 123    | 123    | 123    | 123    | 123    |
| Rafał Śliż |            |            |       |       |        |        |         |             |        |        |        |        |        |        |        |        |
| Hinterzarten | Courchevel | Einsiedeln | Wisła | Wisła | Hakuba | Hakuba | Liberec | Klingenthal | punkty | punkty | punkty | punkty | punkty | punkty | punkty | punkty |
| - | -          | -          | 27    | -     | 20     | 6      | 11      | 15          | 95     | 95     | 95     | 95     | 95     | 95     | 95     | 95     |
| Krzysztof Miętus |            |            |       |       |        |        |         |             |        |        |        |        |        |        |        |        |
| Hinterzarten | Courchevel | Einsiedeln | Wisła | Wisła | Hakuba | Hakuba | Liberec | Klingenthal | punkty | punkty | punkty | punkty | punkty | punkty | punkty | punkty |
| 36 | 14         | 48         | 9     | 14    | -      | -      | -       | -           | 65     | 65     | 65     | 65     | 65     | 65     | 65     | 65     |
| Marcin Bachleda |            |            |       |       |        |        |         |             |        |        |        |        |        |        |        |        |
| Hinterzarten | Courchevel | Einsiedeln | Wisła | Wisła | Hakuba | Hakuba | Liberec | Klingenthal | punkty | punkty | punkty | punkty | punkty | punkty | punkty | punkty |
| - | -          | -          | 13    | -     | -      | -      | -       | -           | 20     | 20     | 20     | 20     | 20     | 20     | 20     | 20     |
| Łukasz Rutkowski |            |            |       |       |        |        |         |             |        |        |        |        |        |        |        |        |
| Hinterzarten | Courchevel | Einsiedeln | Wisła | Wisła | Hakuba | Hakuba | Liberec | Klingenthal | punkty | punkty | punkty | punkty | punkty | punkty | punkty | punkty |
| - | -          | -          | -     | -     | -      | -      | 14      | 35          | 18     | 18     | 18     | 18     | 18     | 18     | 18     | 18     |
| Grzegorz Miętus |            |            |       |       |        |        |         |             |        |        |        |        |        |        |        |        |
| Hinterzarten | Courchevel | Einsiedeln | Wisła | Wisła | Hakuba | Hakuba | Liberec | Klingenthal | punkty | punkty | punkty | punkty | punkty | punkty | punkty | punkty |
| - | -          | -          | 36    | -     | -      | -      | -       | -           | 0      | 0      | 0      | 0      | 0      | 0      | 0      | 0      |
| Piotr Żyła |            |            |       |       |        |        |         |             |        |        |        |        |        |        |        |        |
| Hinterzarten | Courchevel | Einsiedeln | Wisła | Wisła | Hakuba | Hakuba | Liberec | Klingenthal | punkty | punkty | punkty | punkty | punkty | punkty | punkty | punkty |
| - | -          | -          | 49    | -     | -      | -      | -       | -           | 0      | 0      | 0      | 0      | 0      | 0      | 0      | 0      |
| Tomasz Byrt |            |            |       |       |        |        |         |             |        |        |        |        |        |        |        |        |
| Hinterzarten | Courchevel | Einsiedeln | Wisła | Wisła | Hakuba | Hakuba | Liberec | Klingenthal | punkty | punkty | punkty | punkty | punkty | punkty | punkty | punkty |
| - | -          | -          | q     | -     | -      | -      | -       | -           | 0      | 0      | 0      | 0      | 0      | 0      | 0      | 0      |
| 1 2 3 4-10 11-30 poniżej 30 q – dyskwalifikacja w kwalifikacjach q – zawodnik nie zakwalifikował się - – zawodnik nie wystartował |            |            |       |       |        |        |         |             |        |        |        |        |        |        |        |        |

### Letni Puchar Kontynentalny 2010
Letni Puchar Kontynentalny 2010 został zdominowany przez Polaków – Kamil Stoch zwyciężył w klasyfikacji generalnej, a Polska wygrała klasyfikację drużynową, z przewagą ponad tysiąca punktów nad drugą Słowenią.
Pierwszy konkurs odbył się 2 lipca 2010 w Kranju, gdzie w czołowej piątce znalazło się czterech Polaków – Kamil Stoch i Dawid Kubacki stanęli na podium, Stefan Hula był czwarty, a Maciej Kot piąty. Dzień później Stoch odniósł zwycięstwo, po skokach na odległość 107,5 m i 111 m, które dały mu ponad 11 punktów przewagi nad drugim Krzysztofem Miętusem. Punktowało sześciu spośród siedmiu polskich zawodników. Następnego dnia rozegrano zawody na skoczni K-85 w Velenje, w których ponownie triumfował Stoch, skacząc na 93,5 m i 90 m. Na podium stanął również drugi Hula, a na siódmym miejscu uplasował się Kot. Po serii zawodów w Słowenii liderem klasyfikacji generalnej został Stoch, a trzeci był Hula, ogółem w pierwszej dziesiątce sklasyfikowano 5 Polaków.
Rywalizacja przeniosła się do Garmisch-Partenkirchen, gdzie w obu konkursach (9 i 10 lipca) zwyciężył Stoch. W pierwszym z nich drugie miejsce zajął, ze stratą 5 pkt Hula, a Łukasz Rutkowski był siódmy. W drugim zaś trzecie miejsce zajął Dawid Kubacki, a Hula był piąty.
30 lipca w Courchevel najwyżej sklasyfikowanym polskim zawodnikiem był Klemens Murańka, który był 6., zaś 11. miejsce zajął Andrzej Zapotoczny. Dzień później najlepsze skoki wśród Polaków oddał Grzegorz Miętus, który był dziewiąty.
11 września w Lillehammer na drugim stopniu podium, po skokach na 136,5 m i 120 m stanął Rafał Śliż, ogółem punktowało 5 Polaków. Następnego dnia Polacy zanotowali nieco słabszy występ – najlepszy spośród nich, Marcin Bachleda był ósmy.
Podczas odbywającego się 18 września konkursu na normalnej skoczni w Oslo zwycięstwo odniósł Rafał Śliż, po skokach na odległość 108,5 m  i 97 m. Dzień później w tym samym miejscu odbył się konkurs, który okazał się najsłabszym występem biało-czerwonych w sezonie letnim – 29. pozycja Śliża dała im tylko 2 punkty.
25 września na zawodach w Ałmaty powrócił Stoch, który zwyciężył po skokach na 137 m i 136,5 m. Czwarty był Łukasz Rutkowski, piąty Tomasz Byrt, a szósty Marcin Bachleda. Następnego dnia, na małym obiekcie, skacząc na 102,5 m i 103,5 m również triumfował Stoch. Na najniższym stopniu podium stanęli zaś wspólnie Byrt i Rutkowski.

#### Miejsca w klasyfikacji generalnej
Źródło: Skokinarciarskie.pl
| Miejsce | Zawodnik             | Występy | Punkty |
| ------- | -------------------- | ------- | ------ |
| 1.      | Kamil Stoch          | 7       | 680    |
| 4.      | Stefan Hula          | 7       | 364    |
| 9.      | Marcin Bachleda      | 11      | 230    |
| 11.     | Rafał Śliż           | 8       | 226    |
| 12.     | Krzysztof Miętus     | 7       | 220    |
| 20.     | Maciej Kot           | 7       | 184    |
| 22.     | Łukasz Rutkowski     | 9       | 176    |
| 23.     | Tomasz Byrt          | 10      | 170    |
| 23.     | Dawid Kubacki        | 5       | 170    |
| 28.     | Klemens Murańka      | 10      | 154    |
| 31.     | Andrzej Zapotoczny   | 10      | 130    |
| 36.     | Grzegorz Miętus      | 8       | 114    |
| 80.     | Piotr Żyła           | 2       | 23     |
| 87.     | Jakub Kot            | 4       | 20     |
| 109.    | Jan Ziobro           | 4       | 7      |
| NS      | Dawid Kowal          | 2       | 0      |
| NS      | Jędrzej Ścisłowicz   | 2       | 0      |
| NS      | Bartłomiej Kłusek    | 2       | 0      |
| NS      | Aleksander Zniszczoł | 2       | 0      |
| NS      | Artur Kukuła         | 2       | 0      |

## Sezon zimowy

### Puchar Świata

#### Miejsca Polaków w klasyfikacji generalnej Pucharu Świata
Źródło: FIS
| Miejsce | Zawodnik        | Występy | Punkty | Strata do lidera |
| ------- | --------------- | ------- | ------ | ---------------- |
| 3.      | Adam Małysz     | 26      | 1153   | -604             |
| 10.     | Kamil Stoch     | 24      | 739    | -1018            |
| 39.     | Stefan Hula     | 18      | 95     | -1662            |
| 54.     | Piotr Żyła      | 12      | 37     | -1720            |
| 65.     | Rafał Śliż      | 6       | 7      | -1750            |
| 67.     | Marcin Bachleda | 8       | 6      | -1751            |
| 78.     | Tomasz Byrt     | 7       | 2      | -1755            |

#### Miejsca Polaków w poszczególnych konkursach Pucharu Świata
| Adam Małysz |        |             |             |           |           |           |            |                        |           |               |           |           |         |         |          |          |          |           |             |            |           |           |       |         |         |        |
| Ruka | Kuopio | Lillehammer | Lillehammer | Engelberg | Engelberg | Engelberg | Oberstdorf | Garmisch-Partenkirchen | Innsbruck | Bischofshofen | Harrachov | Harrachov | Sapporo | Sapporo | Zakopane | Zakopane | Zakopane | Willingen | Klingenthal | Oberstdorf | Vikersund | Vikersund | Lahti | Planica | Planica | punkty |
| 9 | 9      | 5           | 9           | 14        | 2         | 3         | 11         | 3                      | 2         | 10            | 3         | 4         | 3       | 5       | 1        | 6        | 32       | 9         | 7           | 6          | 5         | 3         | 15    | 8       | 3       | 1153   |
| Kamil Stoch |        |             |             |           |           |           |            |                        |           |               |           |           |         |         |          |          |          |           |             |            |           |           |       |         |         |        |
| Ruka | Kuopio | Lillehammer | Lillehammer | Engelberg | Engelberg | Engelberg | Oberstdorf | Garmisch-Partenkirchen | Innsbruck | Bischofshofen | Harrachov | Harrachov | Sapporo | Sapporo | Zakopane | Zakopane | Zakopane | Willingen | Klingenthal | Oberstdorf | Vikersund | Vikersund | Lahti | Planica | Planica | punkty |
| 34 | 20     | 22          | 16          | 9         | 12        | 9         | 25         | 8                      | 21        | 15            | 16        | 14        | -       | -       | 17       | 7        | 1        | 6         | 1           | 11         | 11        | 11        | 9     | 7       | 1       | 739    |
| Stefan Hula |        |             |             |           |           |           |            |                        |           |               |           |           |         |         |          |          |          |           |             |            |           |           |       |         |         |        |
| Ruka | Kuopio | Lillehammer | Lillehammer | Engelberg | Engelberg | Engelberg | Oberstdorf | Garmisch-Partenkirchen | Innsbruck | Bischofshofen | Harrachov | Harrachov | Sapporo | Sapporo | Zakopane | Zakopane | Zakopane | Willingen | Klingenthal | Oberstdorf | Vikersund | Vikersund | Lahti | Planica | Planica | punkty |
| 38 | 44     | 29          | 47          | q         | 36        | 7         | 35         | 45                     | 43        | 34            | 21        | 18        | -       | -       | 24       | 40       | 13       | q         | 29          | q          | -         | -         | q     | 30      | 27      | 95     |
| Piotr Żyła |        |             |             |           |           |           |            |                        |           |               |           |           |         |         |          |          |          |           |             |            |           |           |       |         |         |        |
| Ruka | Kuopio | Lillehammer | Lillehammer | Engelberg | Engelberg | Engelberg | Oberstdorf | Garmisch-Partenkirchen | Innsbruck | Bischofshofen | Harrachov | Harrachov | Sapporo | Sapporo | Zakopane | Zakopane | Zakopane | Willingen | Klingenthal | Oberstdorf | Vikersund | Vikersund | Lahti | Planica | Planica | punkty |
| - | -      | -           | -           | -         | -         | -         | -          | -                      | -         | -             | -         | -         | 31      | 26      | 21       | 32       | 31       | 31        | 46          | 27         | 31        | 21        | 28    | 26      | -       | 37     |
| Rafał Śliż |        |             |             |           |           |           |            |                        |           |               |           |           |         |         |          |          |          |           |             |            |           |           |       |         |         |        |
| Ruka | Kuopio | Lillehammer | Lillehammer | Engelberg | Engelberg | Engelberg | Oberstdorf | Garmisch-Partenkirchen | Innsbruck | Bischofshofen | Harrachov | Harrachov | Sapporo | Sapporo | Zakopane | Zakopane | Zakopane | Willingen | Klingenthal | Oberstdorf | Vikersund | Vikersund | Lahti | Planica | Planica | punkty |
| - | -      | -           | -           | -         | -         | -         | -          | -                      | q         | 47            | -         | -         | 37      | 24      | 41       | 40       | 33       | q         | q           | -          | -         | -         | -     | -       | -       | 7      |
| Marcin Bachleda |        |             |             |           |           |           |            |                        |           |               |           |           |         |         |          |          |          |           |             |            |           |           |       |         |         |        |
| Ruka | Kuopio | Lillehammer | Lillehammer | Engelberg | Engelberg | Engelberg | Oberstdorf | Garmisch-Partenkirchen | Innsbruck | Bischofshofen | Harrachov | Harrachov | Sapporo | Sapporo | Zakopane | Zakopane | Zakopane | Willingen | Klingenthal | Oberstdorf | Vikersund | Vikersund | Lahti | Planica | Planica | punkty |
| 40 | 33     | 35          | 39          | 45        | 25        | q         | 41         | q                      | q         | q             | q         | q         | -       | -       | 50       | q        | -        | -         | -           | -          | q         | q         | -     | -       | -       | 6      |
| Tomasz Byrt |        |             |             |           |           |           |            |                        |           |               |           |           |         |         |          |          |          |           |             |            |           |           |       |         |         |        |
| Ruka | Kuopio | Lillehammer | Lillehammer | Engelberg | Engelberg | Engelberg | Oberstdorf | Garmisch-Partenkirchen | Innsbruck | Bischofshofen | Harrachov | Harrachov | Sapporo | Sapporo | Zakopane | Zakopane | Zakopane | Willingen | Klingenthal | Oberstdorf | Vikersund | Vikersund | Lahti | Planica | Planica | punkty |
| - | -      | -           | -           | -         | -         | -         | -          | -                      | -         | -             | -         | -         | -       | -       | 40       | 43       | 29       | -         | 42          | 35         | -         | -         | 42    | 33      | -       | 2      |
| Legenda |        |             |             |           |           |           |            |                        |           |               |           |           |         |         |          |          |          |           |             |            |           |           |       |         |         |        |
| 1 2 3 4-10 11-30 poniżej 30 q – dyskwalifikacja w kwalifikacjach q – zawodnik nie zakwalifikował się - – zawodnik nie wystartował |        |             |             |           |           |           |            |                        |           |               |           |           |         |         |          |          |          |           |             |            |           |           |       |         |         |        |

#### Miejsca Polaków w klasyfikacji generalnej Turnieju Czterech Skoczni
Źródło: FIS
| Miejsce | Zawodnik        | Występy | Punkty | Strata do lidera |
| ------- | --------------- | ------- | ------ | ---------------- |
| 6.      | Adam Małysz     | 4       | 875,2  | -83,6            |
| 15.     | Kamil Stoch     | 4       | 810,4  | -148,4           |
| 41.     | Stefan Hula     | 4       | 402,5  | -556,3           |
| 43.     | Dawid Kubacki   | 4       | 386,1  | -572,7           |
| 60.     | Marcin Bachleda | 1       | 93,4   | -865,4           |
| 62.     | Rafał Śliż      | 1       | 77,9   | -880,9           |

#### Miejsca Polaków w klasyfikacji generalnej Pucharu Świata w lotach
Źródło: FIS
| Miejsce | Zawodnik    | Występy | Punkty | Strata do lidera |
| ------- | ----------- | ------- | ------ | ---------------- |
| 4.      | Adam Małysz | 7       | 347    | -128             |
| 9.      | Kamil Stoch | 7       | 241    | -234             |
| 34.     | Stefan Hula | 4       | 28     | -447             |
| 38.     | Piotr Żyła  | 4       | 19     | -456             |

#### Starty Polski w konkursach drużynowych
| Miejsce | Dzień        | Rok  | Miejscowość | Skocznia              | Punkt K | HS     | Skład   | Najdłuższy skok     | Nota       | Strata    | Zwycięzca |
| ------- | ------------ | ---- | ----------- | --------------------- | ------- | ------ | ------- | ------------------- | ---------- | --------- | --------- |
| 5.      | 27 listopada | 2010 | Ruka        | Rukatunturi           | K-120   | HS-142 | [ i ]   | 140.0 m (A. Małysz) | 1029.0 pkt | 202.4 pkt | Austria   |
| 3.      | 29 stycznia  | 2011 | Willingen   | Mühlenkopfschanze     | K-130   | HS-145 | [ ii ]  | 139.0 m (K. Stoch)  | 1015.7 pkt | 56.1 pkt  | Austria   |
| 6.      | 6 lutego     | 2011 | Oberstdorf  | Im. Heiniego Klopfera | K-185   | HS-213 | [ ii ]  | 210.5 m (A. Małysz) | 1379.3 pkt | 199.8 pkt | Austria   |
| 3.      | 12 marca     | 2011 | Lahti       | Salpausselkä          | K-116   | HS-130 | [ iii ] | 131.5 m (A. Małysz) | 1028,3 pkt | 57,7 pkt  | Austria   |
| 4.      | 19 marca     | 2011 | Planica     | Letalnica             | K-185   | HS-215 | [ ii ]  | 210.0 m (P.Żyła)    | 1449,7 pkt | 220,2 pkt | Austria   |

### Mistrzostwa świata w narciarstwie klasycznym

#### Konkurs indywidualny na skoczni HS106 (26.02.2011)
Źródło: FIS
| Miejsce | Numer | Imię i nazwisko | 1. seria Odległość (m) | 1. seria Punkty | Miejsce po 1. serii | 2. seria Odległość (m) | 2. seria Punkty | Miejsce w 2. serii | Suma punktów |
| ------- | ----- | --------------- | ---------------------- | --------------- | ------------------- | ---------------------- | --------------- | ------------------ | ------------ |
|         | 48    | Adam Małysz     | 97,5                   | 120,7           | 3                   | 102,0                  | 131,5           | 3                  | 252,2        |
| 6.      | 41    | Kamil Stoch     | 94,0                   | 113,9           | 10                  | 101,0                  | 126,6           | 6                  | 240,5        |
| 19.     | 14    | Piotr Żyła      | 93,5                   | 108,0           | 18                  | 96,0                   | 116,0           | 18                 | 224,0        |
| 50.     | 11    | Tomasz Byrt     | 80,5                   | 76,9            | 50                  |                        |                 |                    | 76,9         |

#### Konkurs indywidualny na skoczni HS134 (03.03.2011)
Źródło: FIS
| Miejsce | Numer | Imię i nazwisko | 1. seria Odległość (m) | 1. seria Punkty | Miejsce po 1. serii | 2. seria Odległość (m) | 2. seria Punkty | Miejsce w 2. serii | Suma punktów |
| ------- | ----- | --------------- | ---------------------- | --------------- | ------------------- | ---------------------- | --------------- | ------------------ | ------------ |
| 11.     | 61    | Adam Małysz     | 126,0                  | 128,1           | 13                  | 130,5                  | 129,5           | 10                 | 257,6        |
| 19.     | 54    | Kamil Stoch     | 131,0                  | 134,7           | 6                   | 124,5                  | 101,0           | 30                 | 235,7        |
| 21.     | 25    | Piotr Żyła      | 121,0                  | 113,9           | 25                  | 124,5                  | 119,0           | 18                 | 232,9        |
| 33.     | 38    | Stefan Hula     | 118,0                  | 104,8           | 33                  |                        |                 |                    | 104,8        |

#### Konkurs drużynowy na skoczni HS106 (27.02.2011)
Źródło: FIS
| Miejsce | Numer | Reprezentanci Polski                           | 1 Seria Odległość (m) | 1 seria Nota                  | Miejsce po 1 serii | 2 seria Odległość (m)  | 2 seria Nota                  | Miejsce | Suma punktów |
| ------- | ----- | ---------------------------------------------- | --------------------- | ----------------------------- | ------------------ | ---------------------- | ----------------------------- | ------- | ------------ |
| 4.      | 9     | Kamil Stoch Piotr Żyła Stefan Hula Adam Małysz | 101,0 98,0 97,5 104,5 | 476,4 124,3 115,2 110,2 126,7 | 4                  | 102,5 101,0 93,0 106,5 | 476,6 123,0 120,4 102,7 130,5 | 3       | 953,0        |

#### Konkurs drużynowy na skoczni HS134 (05.03.2011)
Źródło: FIS
| Miejsce | Numer | Zawodnicy                                      | Odległość (m)           | Nota                         | Suma punktów |
| ------- | ----- | ---------------------------------------------- | ----------------------- | ---------------------------- | ------------ |
| 5.      | 7     | Kamil Stoch Piotr Żyła Stefan Hula Adam Małysz | 113,5 127,0 113,5 135,5 | 435,6 100,6 118,0 93,8 123,2 | 435,6        |

### Puchar Kontynentalny

#### Miejsca Polaków w klasyfikacji generalnej Pucharu Kontynentalnego
| Miejsce | Zawodnik           | Występy | Punkty | Strata do lidera |
| ------- | ------------------ | ------- | ------ | ---------------- |
| 29.     | Rafał Śliż         | 16      | 229    | -597             |
| 42.     | Maciej Kot         | 14      | 169    | -657             |
| 46.     | Bartłomiej Kłusek  | 25      | 147    | -679             |
| 51.     | Tomasz Byrt        | 7       | 125    | -701             |
| 59.     | Piotr Żyła         | 8       | 89     | -737             |
| 61.     | Klemens Murańka    | 13      | 85     | -741             |
| 71.     | Marcin Bachleda    | 10      | 67     | -759             |
| 77.     | Jakub Kot          | 17      | 56     | -770             |
| 81.     | Jan Ziobro         | 10      | 49     | -777             |
| 82.     | Dawid Kubacki      | 8       | 45     | -781             |
| 85.     | Andrzej Zapotoczny | 11      | 36     | -790             |
| 89.     | Grzegorz Miętus    | 16      | 31     | -795             |
| 127.    | Łukasz Rutkowski   | 17      | 5      | -821             |
| 127.    | Krzysztof Miętus   | 5       | 5      | -821             |

## Składy zespołów
1. ↑  Marcin Bachleda, Adam Małysz, Krzysztof Miętus, Kamil Stoch
2. 1 2 3  Stefan Hula, Adam Małysz, Kamil Stoch, Piotr Żyła
3. ↑  Tomasz Byrt, Adam Małysz, Kamil Stoch, Piotr Żyła